# Domestic Show Flight
Le Domestic Show Flight est une race de pigeon domestique originaire des États-Unis. C'est une race classée comme pigeon de vol.

## Origine
La race a été créée à New York, aux États-Unis à la fin du XIXe siècle. Il serait issu d'un croisement avec un pigeon de vol pie (Magpie) et un pigeon de vol hollandais à bec long (long-faced Hollander tumbler). Des tentatives de croisements avec le Martham ont été tentés en 1912, mais les résultats n'étant pas satisfaisants, c'est un échec. À partir de 1928, ce pigeon de vol est essentiellement élevé dans un seul but d'exposition. Le standard de la race est révisé en 1970 et 1988. 

## Description
C'est un pigeon de taille moyenne. Sa tête est ronde au front proéminent ; elle peut être lisse ou à coquille. Le bec est rouge à la base et blanc à la pointe. Les yeux sont perlés (iris blanc). Le cou est court et épais. La poitrine est large et légèrement relevée. Le dos est court et incliné. Les pattes, courtes et nues, se trouvent sur la verticale passant par l’œil. Diverses couleurs sont visibles sur cette race, et entre 6 et 10 rémiges primaires doivent être blanches.

## Standard et diffusion
La race est officiellement reconnue par la National Pigeon Association américaine, ainsi que par la Commission européenne des standards pigeons (CESP/0915). Les oiseaux sont bagués avec des bagues de 8 mm.
En 1984, le projet Flights Around the World à pour but de faire connaître la race et la diffuser à l'étranger. Depuis son lancement, la race est élevée dans au moins 48 des états américains, et a été importée en Amérique du Nord (Canada, Mexique), en Afrique (Afrique du Sud), en Europe (Royaume-Uni, Italie, Pologne, Allemagne), en Asie (Les Philippines), en Océanie (Australie et Nouvelle-Zélande) ainsi qu'au Moyen-Orient (Israël, Bahreïn, Arabie Saoudite).